# Бомбардировка на Потсдам
Въздушното нападение върху Потсдам, известно още като Нощта на Потсдам, е извършено на 14 април 1945 г., започвайки от 22:16 ч.
Големи части от центъра на града са унищожени. Много скоро след сигнала за въздушно нападение 490 тежки четиримоторни самолета „Авро Ланкастър“ от британските кралски военновъздушни сили пускат около 1700 тона бомби (експлозивни, минни, запалителни бомби). При бомбардировката или след това в морето от пламъци загиват 1593 потсдамски жители, почти 1000 сгради в центъра на града са напълно унищожени, около 60 000 души остават без дом.

- Църквата „Св. Николай“
- Гарнизонна-та църква
- Градският дворец